# Farrera dels Llops
Farrera dels Llops és un nucli de població del municipi de les Valls de Valira, a l'Alt Urgell. Es troba en un coster sota el Puig, a la dreta de la vall de Sant Joan, sobre la confluència de la Valira i el riu de Civís. A prop hi ha l'esglesiola de Santa Agnés, s'hi conserva una biga decorada amb escuts.